# Melittommopsis ruficolle
Melittommopsis ruficolle är en skalbaggsart som först beskrevs av Maurice Pic 1936.  Melittommopsis ruficolle ingår i släktet Melittommopsis och familjen varvsflugor. Inga underarter finns listade i Catalogue of Life.